# St. Ägidius (Kleincomburg)

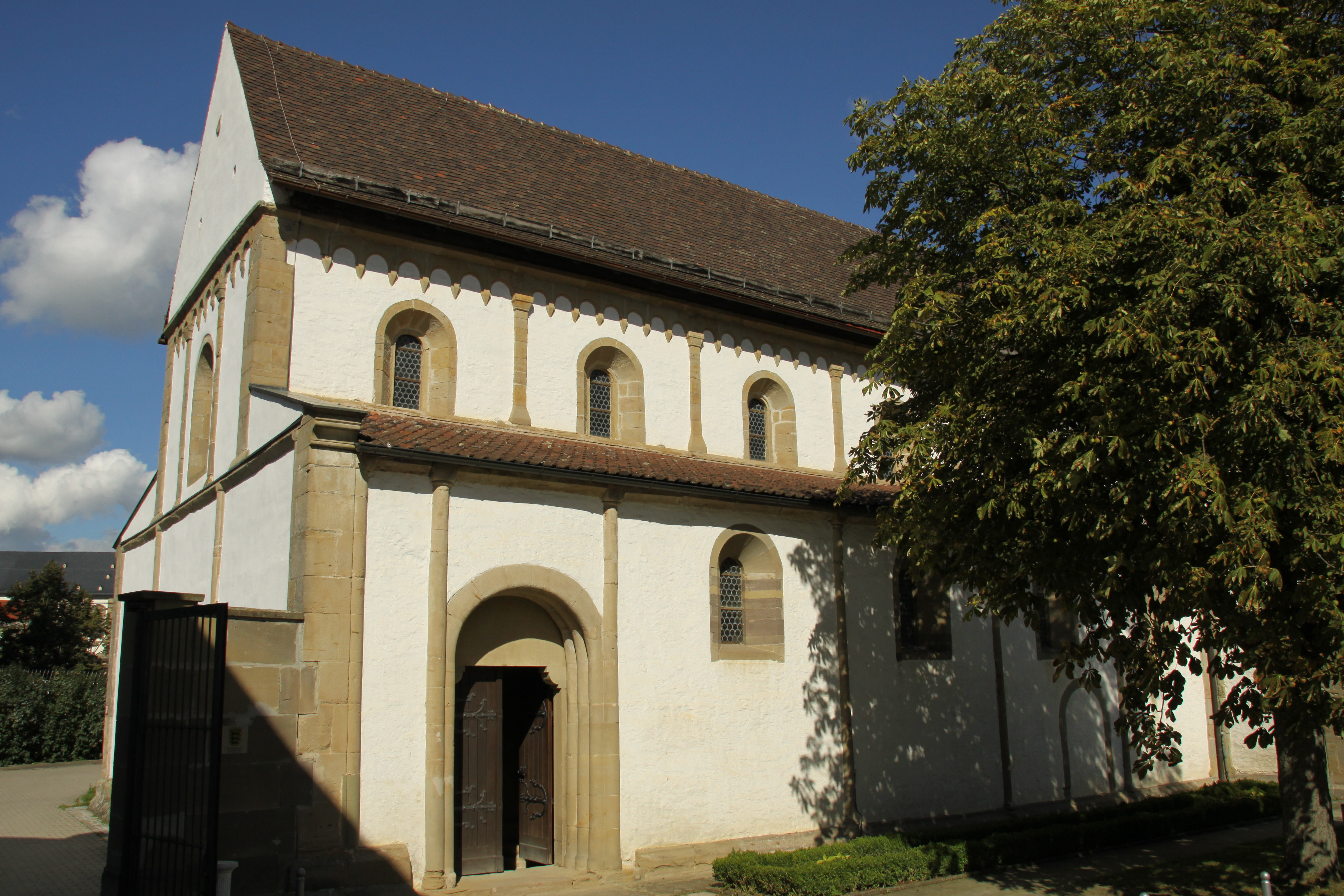
St. Ägidius Kleincomburg

Die ehemalige Klosterkirche St. Ägidius  (St. Gilgen, St. Ilgen) des Nonnenklosters in Kleincomburg liegt auf dem Stadtgebiet von Schwäbisch Hall in Baden-Württemberg.

## Beschreibung
Das Gotteshaus soll im Jahre 1108 von Graf Heinrich von Comburg-Rothenburg, einem Bruder des Gründers von Kloster Comburg, gestiftet worden sein, doch ist die Quellenlage für die Frühzeit dürftig. Wenngleich diese Gründungsgeschichte nicht mit Primärquellen belegbar ist, passt zumindest eine Datierung der Architektur auf die Zeit um 1100 sehr gut. Es handelt sich um eine Basilika im Stil der Romanik, die auf dem Grundriss eines lateinischen Kreuzes in guten Proportionen sowie hochwertiger Bautechnik und professioneller Steinbearbeitung errichtet wurde. Fresken, die nur den erhaltenen Rest einer vollständigen romanischen Innenraumausmalung darstellen, schmücken Chorgewölbe und Apsis. Leider sind diese Fresken nach ihrer Freilegung am Ende des 19. Jahrhunderts aus einem falsch verstandenen Restaurierungsbegriff heraus von Johann Georg Loosen stark übermalt worden, wobei viel Originalsubstanz (gerade auch in den Gesichtern der dargestellten Personen) unwiederbringlich verloren ging. Lange Zeit waren sie ganz übertüncht, was sie auch schützte, denn ab 1684 hatte der Sakralbau in mehreren Schritten eine barocke Ausstattung erhalten, die jedoch im Rahmen einer purifizierenden Reromanisierung der Kirche im Jahre 1877 wieder entfernt wurde. Gleichzeitig erhielt der gesamte Innenraum eine sehr farbenfrohe Raumfassung nach dem Geschmack des Historismus – also so, wie man sich um 1880 eine romanische Ausmalung vorstellte. Auch diese heute als neoromanisch bezeichnete Ausmalung wurde in den 1960er Jahren wieder fast vollständig entfernt und ist lediglich in kleinen Resten als „Fenster in die Geschichte“ belassen worden. So kann auch der nicht kunsthistorisch geschulte Besucher recht anschaulich nachvollziehen, wie ein Raum durch den wechselnden Geschmack der Jahrhunderte teils radikal in seiner Wirkung verändert wurde. Gerade auch die heute zu sehende Nüchternheit, innen wie außen fast vollständig steinsichtig und weitestgehend ohne Farbe, entspricht keineswegs den Vorstellungen der Erbauer im Mittelalter, sondern ist ein geradezu beispielhaftes Abbild der Nachkriegs-Ästhetik der 1960er Jahre. Aus der Zeit der Barockisierung ist noch das Hochaltarblatt erhalten, das von Johann Heinrich Schönfeld geschaffen wurde und in den 1960er Jahren in die Stiftskirche Großcomburg gebracht wurde. Bis 1712/13 erhob sich über der Vierung ein mittelalterlicher Vierungsturm, der im Zuge der Adaption als Klosterkirche für Kapuziner abgebrochen wurde. Stattdessen setzte der vom Stift Comburg mit diesen Arbeiten betraute Hochfürstlich Würzburgische Stadt- und Landbaumeister Joseph Greissing einen der Kapuzinerregel entsprechenden kleinen hölzernen Dachreiter auf das Chordach.
Die Kirche ist täglich von 8.00 bis 17.00 Uhr geöffnet. Die katholische Kirchengemeinde nutzt die Kirche für Gottesdienste und Andachten.
Direkt an die mittelalterliche Kirche schließen drei Flügel eines ehemaligen Kapuzinerklosters an und bilden zusammen mit dem Gotteshaus ein Klostergeviert um einen Innenhof. Errichtet wurde die betont schlichte Barockanlage 1711 bis 1713 ebenfalls durch Joseph Greissing, der gleichzeitig mit dem Neubau der Stiftskirche Großcomburg beschäftigt war. Den wesentlichen Teil der Baukosten für das neue Kapuzinerkloster übernahm der Comburger Stiftskapitular Friedrich Gottfried Theoderich Ignaz von Pfürdt. Planungsbeginn und Accordschluss fallen in das Jahr 1711, die Hauptbauphase datiert auf 1712, und schon am 11. Juni 1713 konnte das Kloster feierlich bezogen werden. Nach der Säkularisation in Staatsbesitz gelangt, dienten die Gebäude bis 2015 als Gefängnis und stehen seither leer.

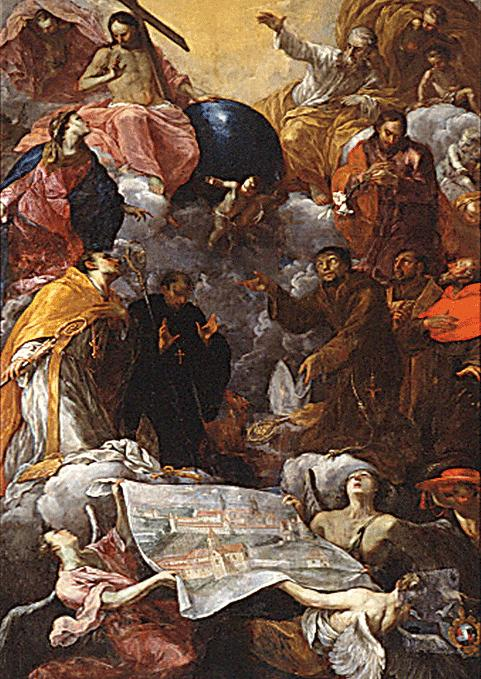
Ehemaliges Hochaltarbild von Johann Heinrich Wilhelm Schönfeld (* 1609 in Biberach an der Riß; † 1684 in Augsburg), gemalt für St. Ägidius in Kleincomburg, Schwäbisch Hall-Steinbach, heute im südlichen Seitenschiff der Stiftskirche Großcomburg.
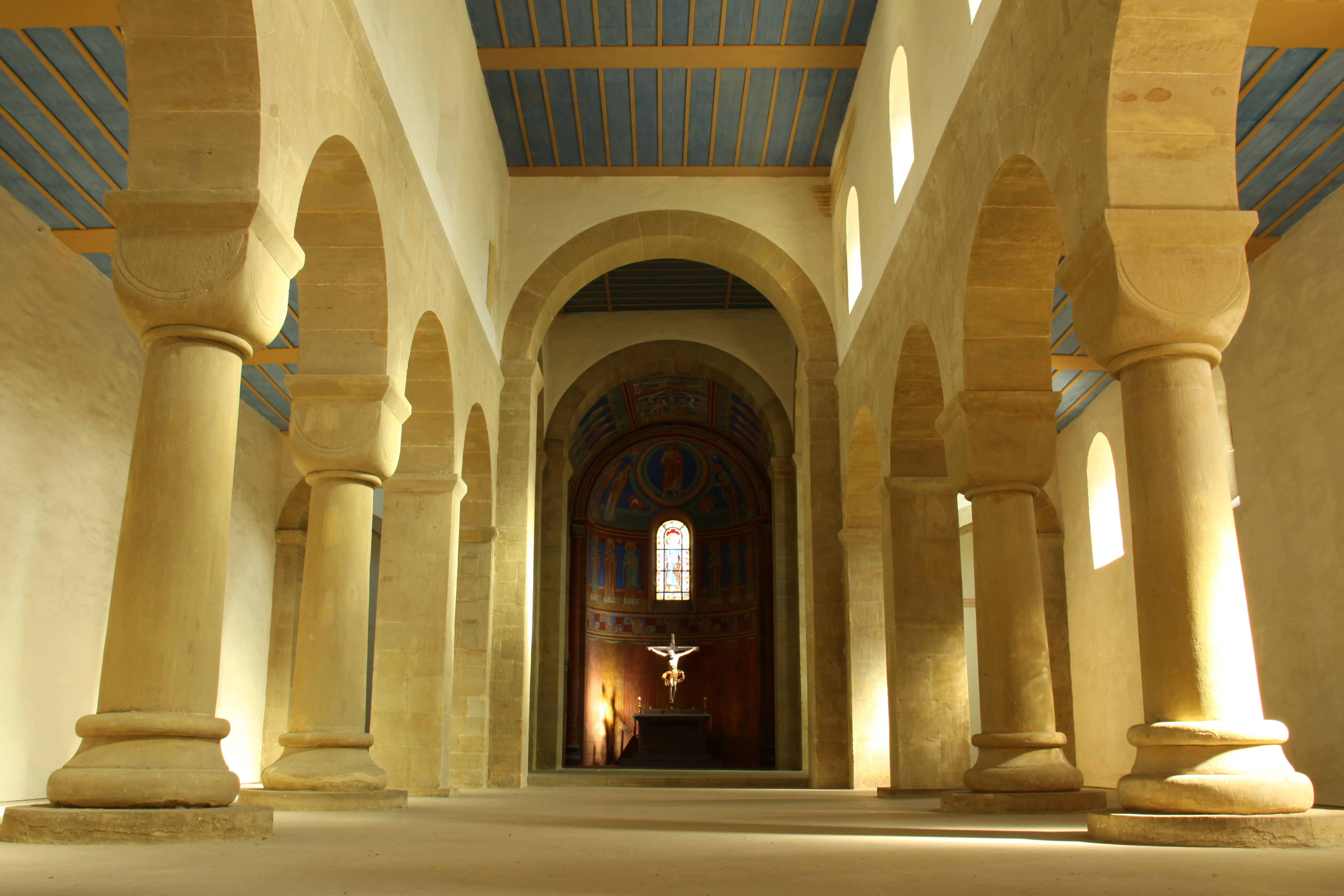
Blick nach Osten vom Hauptschiff zum Chor
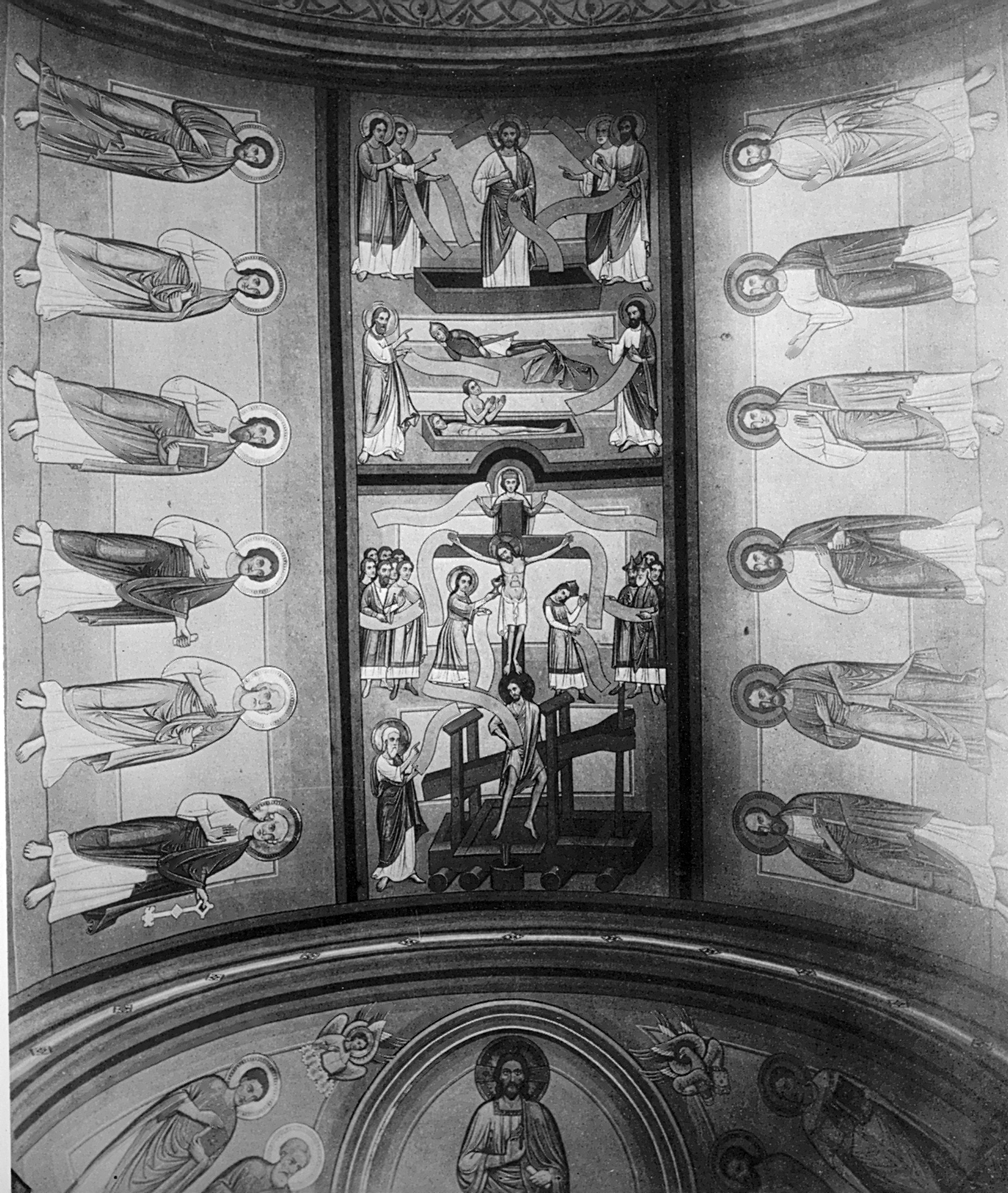
Chorgemälde
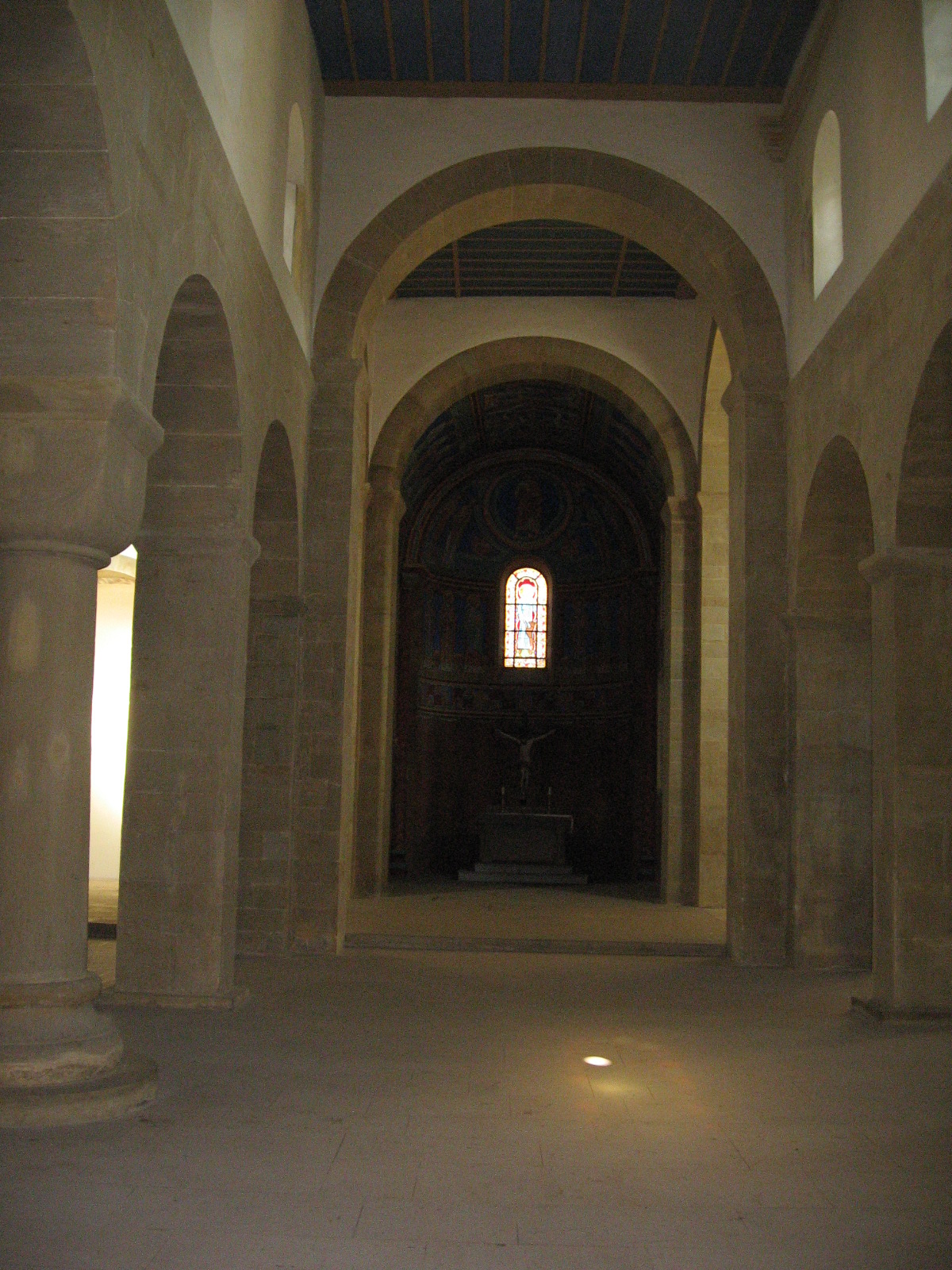
Blick nach Osten vom Hauptschiff zum Chor

## Quelle
- Kapuzinerkloster Kleinkomburg. In: LEO-BW, Landesarchiv Baden-Württemberg (Landeskunde entdecken online)